# Saurogobio dabryi
Saurogobio dabryi és una espècie de peix cipriniforme de la família dels ciprínids.

## Morfologia
Els mascles poden assolir els 24,3 cm de longitud total.

## Distribució geogràfica
Es troba a la conca del riu Amur, a Mongòlia i a Corea.